# Hilarographa pahangana
Hilarographa pahangana is een vlinder uit de familie bladrollers (Tortricidae). De wetenschappelijke naam van de soort is voor het eerst geldig gepubliceerd in 2009 door Józef Razowski.

## Type
- holotype: "male, 4.VIII.1987. genitalia slide no. 31830"
- instituut: BMNH. Londen, Engeland
- typelocatie: "Malaysia: West Pahang, Genting Tea Estate, 2000 ft"